# Israël Henriet
Pour les articles homonymes, voir Henriet.
Israël Henriet, né à Nancy en 1590 et mort en 1661, est un dessinateur, graveur et marchand d'estampes lorrain, naturalisé français.

## Biographie
Il fut l'ami d'enfance de Jacques Callot à Nancy. Son père, Claude Henriet, premier peintre de Charles III de Lorraine, était un ami de Jean Callot, père de Jacques Callot.
Il étudia la gravure à Florence chez Antonio Tempesta, à la même époque que Jacques Callot et que Claude Deruet.
Venu à Paris, il fut peintre et dessinateur du Roi, et il enseignait le dessin à la plume à l'aristocratie parisienne. Il eut même l'honneur de compter Louis XIII parmi ses élèves. 
Il est connu pour avoir eu l'exclusivité de l'édition des eaux-fortes de Callot, à partir de 1629 ; à la mort de celui-ci, il détenait la grande majorité de ses cuivres, car Callot lui avait cédé également beaucoup de ses anciens cuivres, pour les rééditions ultérieures. Il édita également les œuvres de Stefano Della Bella, Jean Le Clerc, Charles Audran, etc.
Il était l'oncle d'Israël Silvestre, qu'il avait accueilli chez lui à la mort des parents de celui-ci.